# Kriza Dániel
Kriza Dániel (Budapest, 1936. július 6. – Budapest, 2023. június 22.) vegyészmérnök.   

## Családi háttér
Édesapja Kriza Kálmán, édesanyja Dósa Klára, akik homoródalmási, illetve nyárádtői születésűek voltak. Testvére dr. Kriza Ildikó néprajzkutató.
Kriza János unitárius püspök testvéröcsének leszármazottai, Kriza György (1821-1870) fia Kriza Sándor (1856-1932) homoródalmási unitárius rektor és felesége dédunokája.

## Szakmai tanulmányok és pályafutás
Középiskolai tanulmányait követően vegyészmérnöki diplomát szerzett. Pályája elején Veszprémben, majd Budapesten volt középiskolai tanár, köztük a Lónyai utcai Református Gimnáziumban. 
A rendszerváltás után saját mérnöki tanácsadó vállalkozást alapított.

## Az unitárius egyházban
1990-ben bekapcsolódott az unitárius egyház életébe. A Budapesti Unitárius Egyházközség presbitere volt 18 éven át 2007-ig. Messzemenően támogatta az Erdélyből Magyarországra áttelepedett magyarokat, különös tekintettel az unitáriusokat. Munkát, lakhatást biztosított a rászorulóknak. Tevékenyen részt vett és támogatta az erdélyi és magyarországi egyházrészek újraegyesítését, mely 2012-ben megvalósult. A Főtanács a 2022. június 24-én tartott ülésén tiszteletbeli keblitanácsosi címet adományozott.

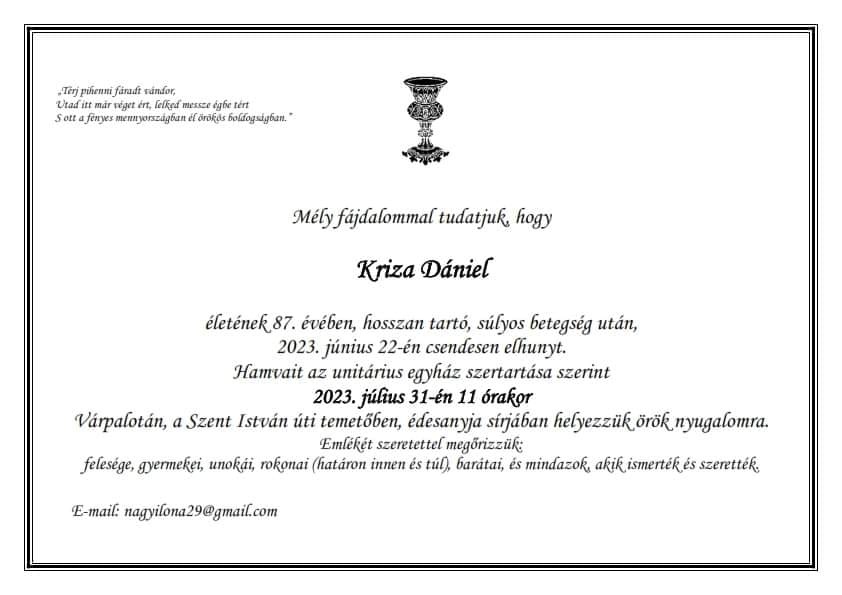
Kriza Dániel gyászjelentése

2023. június 22-én hunyt el Budapesten. Temetésére 2023. július 31-én került sor a Várpalotai temetőben.

## Munkássága
- Cikkeinek összegzése a Magyar Kémikusok Lapja Repertóriuma 1946-2006 kiadványában található.[4]
- Szabadalmi találmányát, több társával 1970-ben jelentették be az „Eljárás tetrahidrotiofén és alkiltetrahirdotiofének előállítására”.[5]
- Szabadalmi találmányát, több társával 1973-ban jelentették be az „Eljárás N-izopropilanilin előállítására”.[6]
- Korszerű fenolgyártási eljárások gazdaságossági összehasonlítása.[7]
- Fenolelőállítási lehetőségek összefoglalása, különös tekintettel a toluol oxidációjára.[8]
- Maleinsavanhidrid előállítása.[9]
- Tanulmányai, cikkei megjelentek a Magyar Kémikusok Lapjában.[10]